# Покачёвское нефтяное месторождение
Покачёвское — нефтяное месторождение в России, открытое в 1970 году. Расположено в Ханты-Мансийском автономном округе, в 100 км к северо-востоку от г. Сургут. Относится к Западно-Сибирской провинции. Запасы нефти составляют 350 млн тонн. Плотность нефти составляет 0,849 г/см3, или 35° API. Содержание серы составляет 0,72 %. Открыто в 1970 году. Освоение началось в 1977 году. Оператором месторождения является российская нефтяная компания Лукойл. Добыча нефти на месторождении в 2007 году составила 3,582 млн тонн.
Месторождение находится на территории экосистемы бореальных лесов, одной из самых важных экосистем на планете, представляющей интерес для изучения биологами и экологами. На нефтепроводах с целью повышения безопасности транспортировки нефти установлены газовые факелы, в которых сжигается попутный газ. Факел является постоянным источником теплового излучения, поэтому на определенном радиусе от него зафиксированы повышенные температуры воздуха и почвы. 
Это обстоятельство было использовано для проведения экологического эксперимента, целью которого стало изучение изменений части экосистемы, находящейся в зоне влияния газового факела. 
В 2000 году на расстоянии 70 м от газового факела ДНС-4 (диаметр трубы факела — 40 см, высота — 23 м) на территории Покачёвского участкового лесничества (входящего в Мегионское лесничество) в сосновых молодняках была заложена постоянная пробная площадь (ППП). 
При закладке ППП был вырублен древостой, и была проведена минерализация почвы путем сгребания деревьев и снятия верхнего слоя почвы. После закладки на этом участке началось естественное лесовосстановление. 
На ППП выделено 7 прямоугольных секций со сторонами 10 и 60 метров. Они размещаются перпендикулярно направлению преобладающих ветров. Последняя, 7-я секция примыкает к границам древостоя, который произрастает естественным образом в районе исследования. Между газовым факелом и передней границей 1-й секции находится нулевая секция — ежегодно минерализуемый участок протяженностью 70 метров, на нем деревья растут одиночно. 
Ежегодно сотрудники Ботанического сада города Екатеринбурга выезжают на место закладки ППП целью проведения полевых исследований, мониторинга и наблюдений. Предметом изучения являются морфологические свойства сосны, а также изменения в почве и биомассе. Для проектных исследований привлекаются студенты Уральского государственного лесотехнического университета.